# Basketball Champions League Best Coach
Il Basketball Champions League Best Coach è il premio conferito dalla Basketball Champions League al miglior allenatore della stagione.
Il premio viene consegnato dalla FIBA e ha iniziata ad essere consegnato dalla stagione 2017–18. 

## Vincitori
| Stagione  | Nazionalità | Allenatore        | Squadra                |
| --------- | ----------- | ----------------- | ---------------------- |
| 2017-2018 | Stati Uniti | John Patrick      | MHP Riesen Ludwigsburg |
| 2018-2019 | Belgio      | Roel Moors        | Telenet Antwerp Giants |
| 2019-2020 | Israele     | Oren Amiel        | ERA Nymburk            |
| 2020-2021 | Serbia      | Zoran Lukić       | Nižnij Novgorod        |
| 2021-2022 | Spagna      | Pedro Martínez    | Manresa                |
| 2022-2023 | Finlandia   | Tuomas Iisalo     | Bonn                   |
| 2023-2024 | Grecia      | Vasilīs Spanoulīs | Peristeri              |
| 2024-2025 | Spagna      | Txus Vidorreta    | La Laguna Tenerife     |